# Cầu Forth
Cầu Forth là một cây cầu đường sắt đúc hẫng cân bằng bắc qua vịnh Firth of Forth, phía đông Scotland, cách trung tâm thành phố Edinburgh 9 dặm (14 kilômét) về phía tây. Cầu được coi là một cấu trúc mang tính biểu tượng và là biểu tượng của Scotland, và là một Di sản thế giới UNESCO từ năm 2015.
Cây cầu được xây dựng vào năm 1882, thiết kế bởi các kỹ sư Anh Sir John Fowler và Sir Benjamin Baker, và được khánh thành vào ngày 4 tháng 3 năm 1890 bởi Hoàng tử xứ Wales. Cây cầu này bắc qua khu vực cửa sông Forth giữa các làng Nam Queensferry và Bắc Queensferry với tổng chiều dài 8.296 foot (2.528,7 m). Vào thời điểm đó, Forth là cây cầu đơn đúc hẫng dài nhất thế giới cho mãi đến năm 1917 khi Cầu Québec ở Canada được hoàn thành. Và nó tiếp tục là cầu có một nhịp dẫn dài thứ hai thế giới. Cây cầu và cơ sở hạ tầng đường sắt liên quan thuộc sở hữu của Công ty Xây dựng Network Rail.
Khi xây dựng, cầu sử dụng 55.000 tấn (54.000 tấn Anh; 61.000 tấn thiếu) của thép và 110.000 m³ vữa xây và 6,5 triệu đinh tán, cũng là cầu đầu tiên làm hoàn toàn bằng thép. Các cột đá hoặc hạ tầng được làm bằng đá granit và đến từ một mỏ đá ở Aberdeen.
Nó đôi khi được gọi là Cầu đường sắt Forth để phân biệt nó với Cầu đường bộ Forth, mặc dù cái tên này chưa bao giờ chính thức được công nhận.

## Vật liệu:
Cầu Forth là công trình kiến trúc đầu tiên của Anh được xây dựng bằng thép. Một lượng lớn thép đã được sản xuất sau khi quy trình Bessemer được phát minh và cấp bằng sáng chế vào năm 1856. Năm 1859, Hội đồng Thương mại áp đặt một giới hạn tối đa 77,55 N / mm2 (11,248 psi) cho cầu đường sắt; điều này đã được sửa đổi khi công nghệ phát triển.
Thiết kế ban đầu yêu cầu 42.000 tấn thép và 12.600 tấn được sản xuất bởi Siemens tại Landore, Wales và phần còn lại từ Công ty Thép của Scotland làm việc gần Glasgow. Khi sửa đổi thiết kế đòi hỏi thêm 16.000 tấn, khoảng một nửa trong số này được cung cấp bởi Công ty Thép của Scotland Ltd và một nửa bởi Dalzell's Iron and Steel Works ở Motherwell. Khoảng 4.200 tấn đinh tán đến từ Công ty Clyde Rivet của Glasgow. Khoảng ba hoặc bốn nghìn tấn thép đã bị bỏ đi, một số đã được sử dụng cho các mục đích tạm thời, dẫn đến sự khác biệt giữa số lượng giao hàng và số lượng được dựng lên.

## Bối cảnh lịch sử
Trước khi cây cầu được xây dựng, phà thuyền là phương tiện vận chuyển và đi lại qua vịnh Firth of Forth. Năm 1806, đã có một đề xuất về việc xây dựng một đường hầm đôi, vào năm 1818, James Anderson đã hoàn thành bản thiết kế cho một hệ thống cầu treo ba nhịp cầu tại một vị trí gần vị trí xây dựng cây cầu hiện tại. Thiết kế này sử dụng khoảng 2.500 tấn sắt, nhưng Wilhelm Westhofen cho rằng với số lượng này (sắt) bố trí trên một quãng đường dài sẽ khiến cây cầu rất nhẹ và mảnh.

## Hình ảnh

Toàn cảnh cây cầu Forth và tên đường của nó.

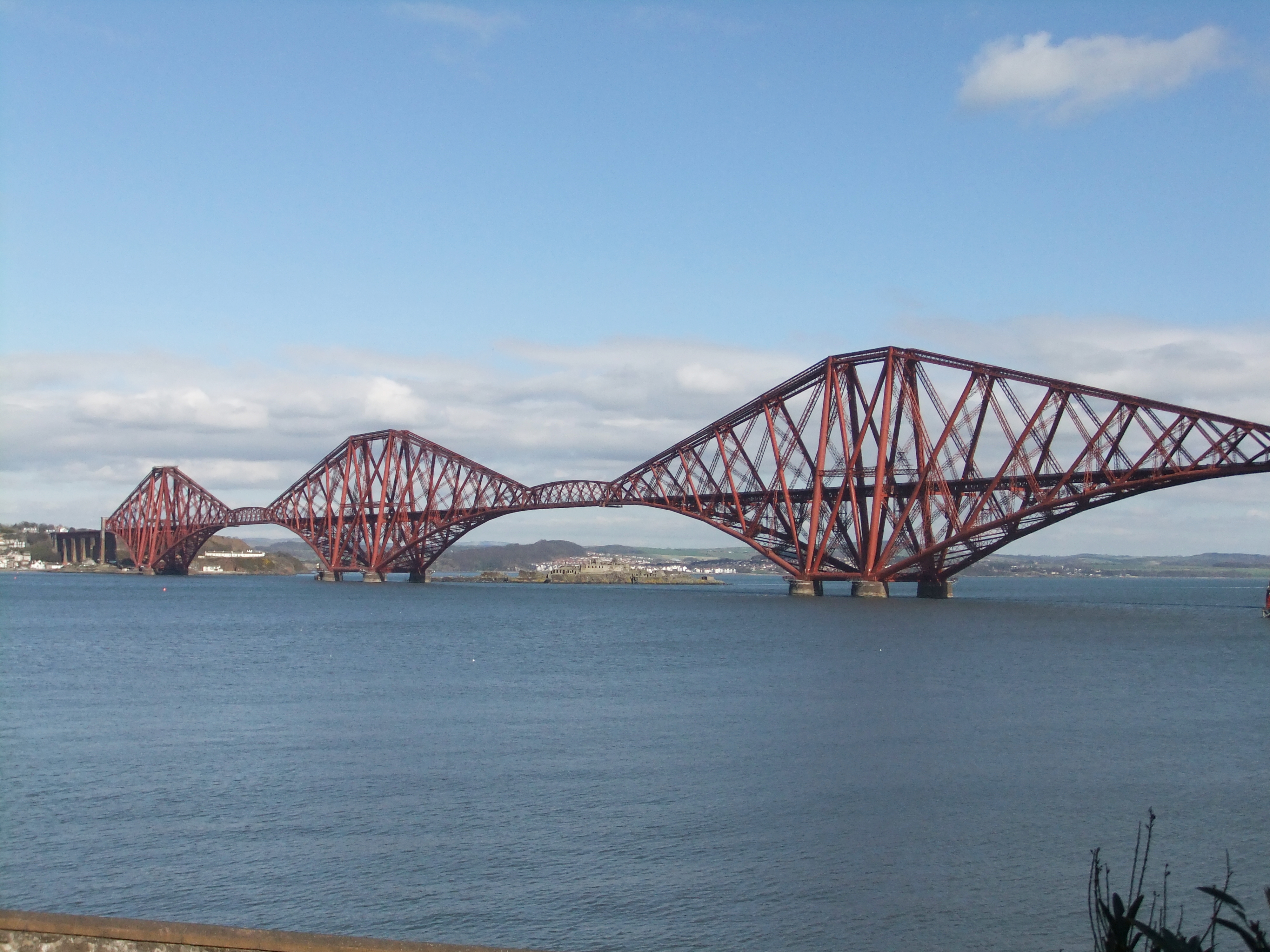
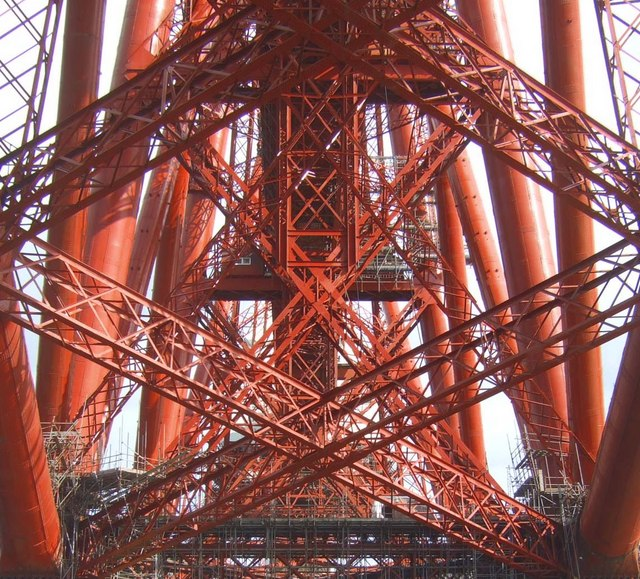
Cấu trúc thép
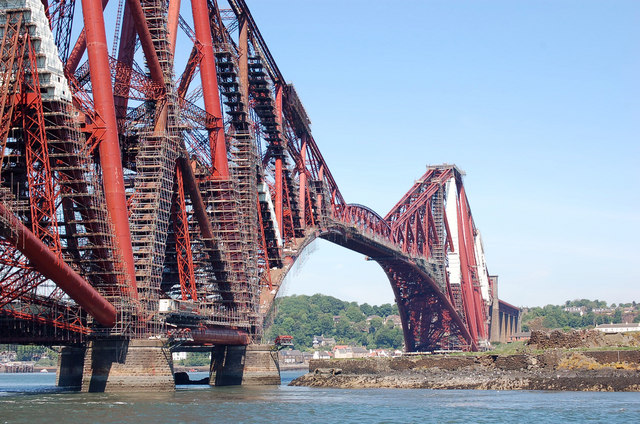
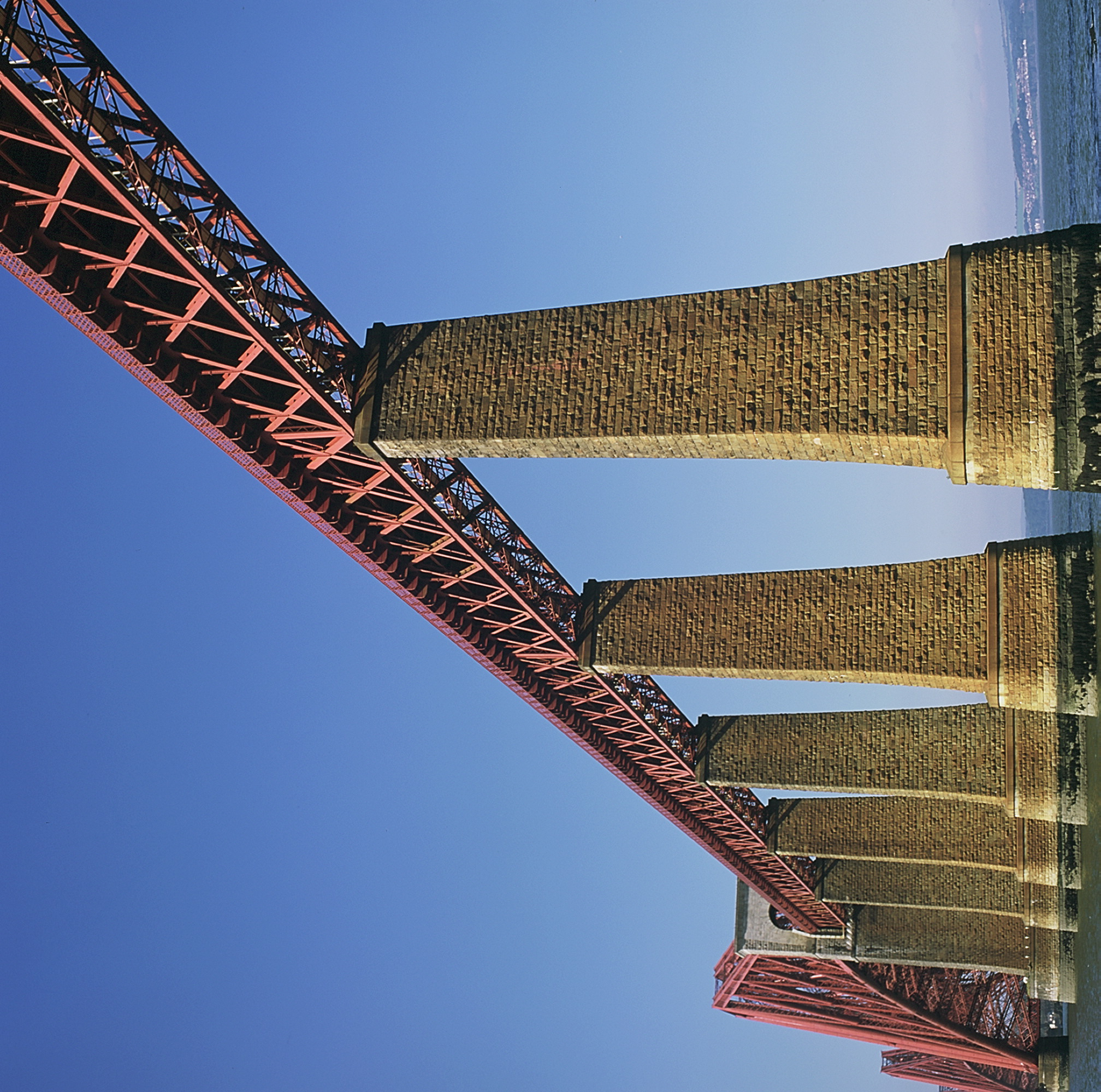
Đầu cầu phía Nam
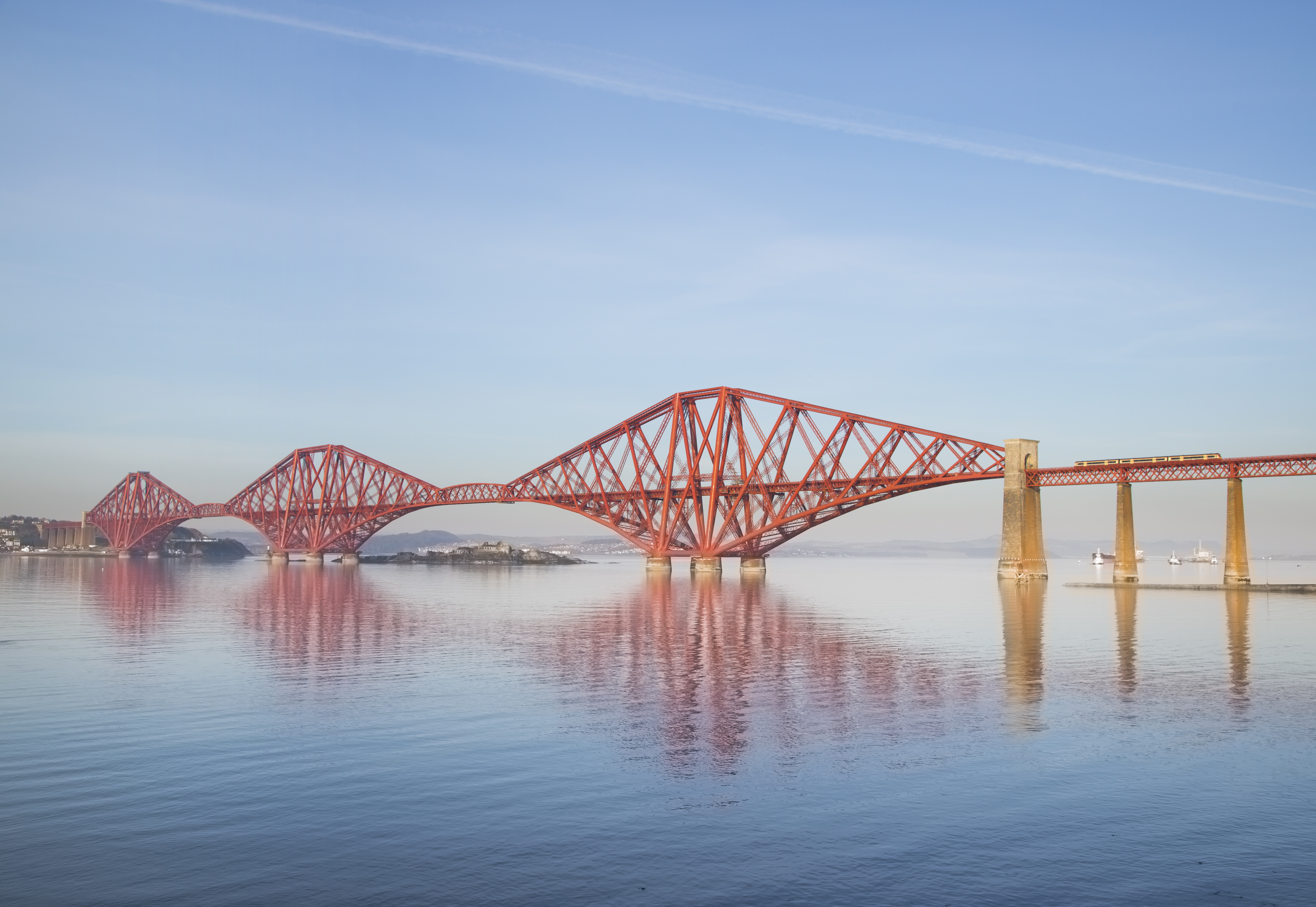
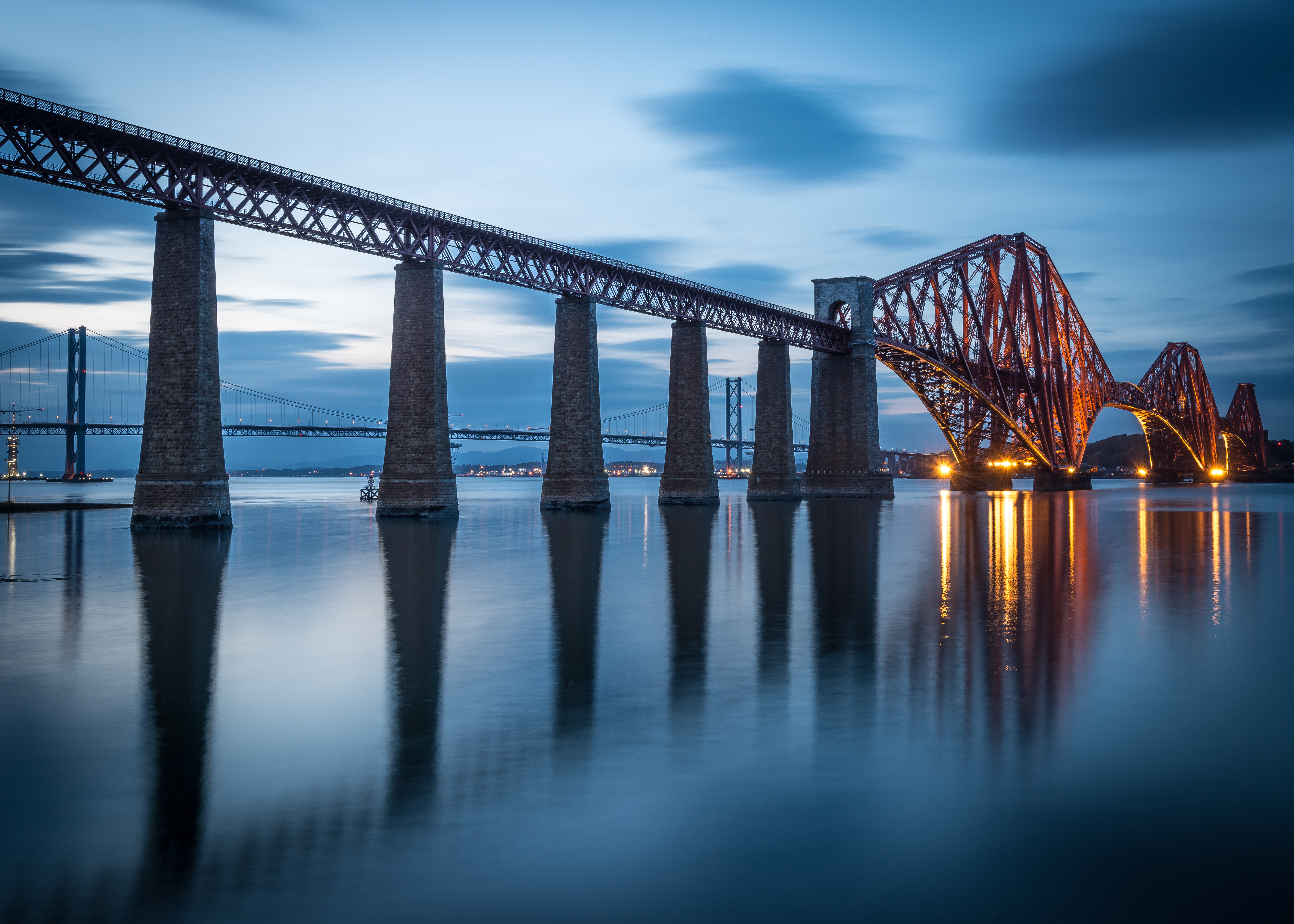
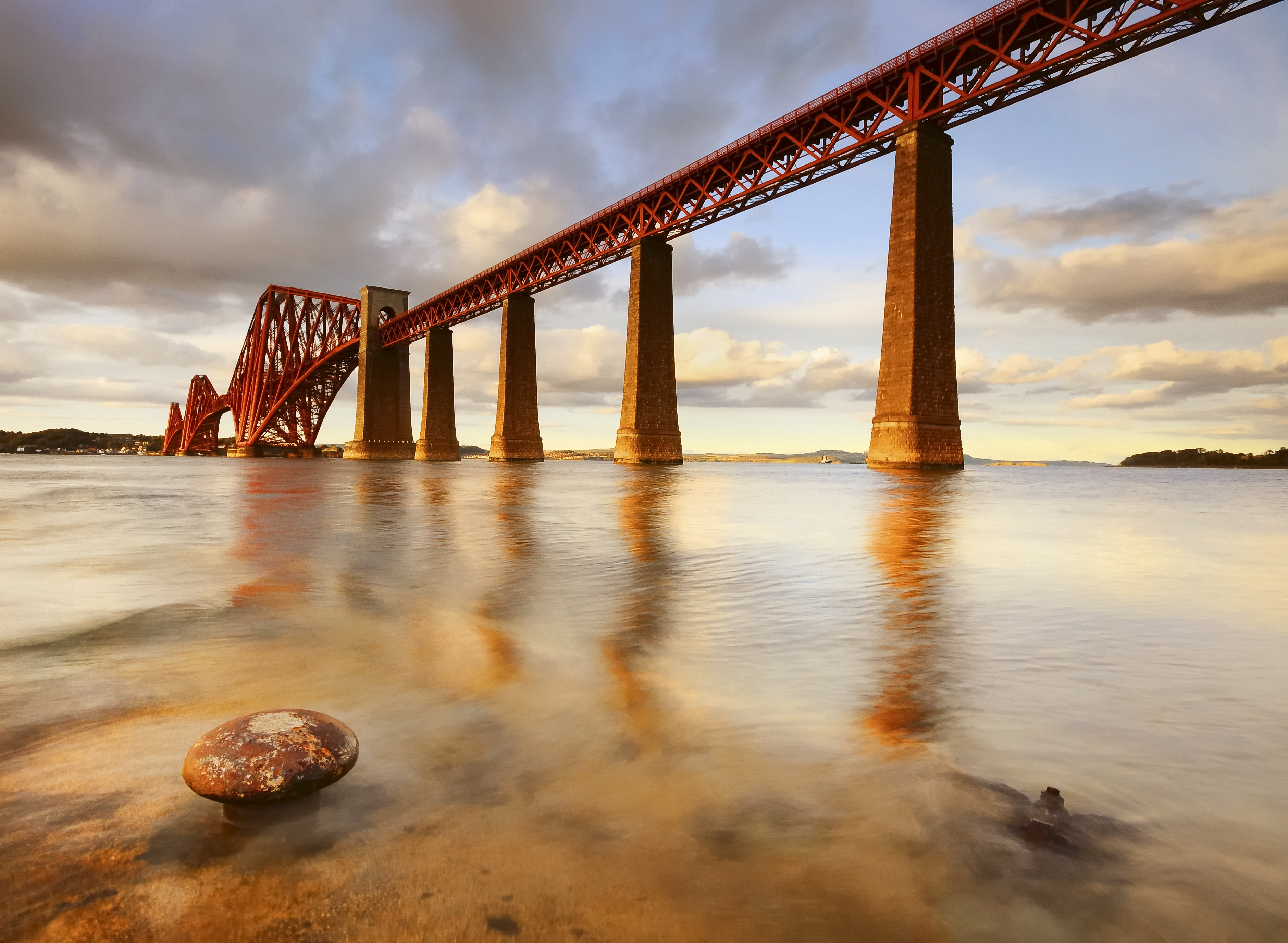
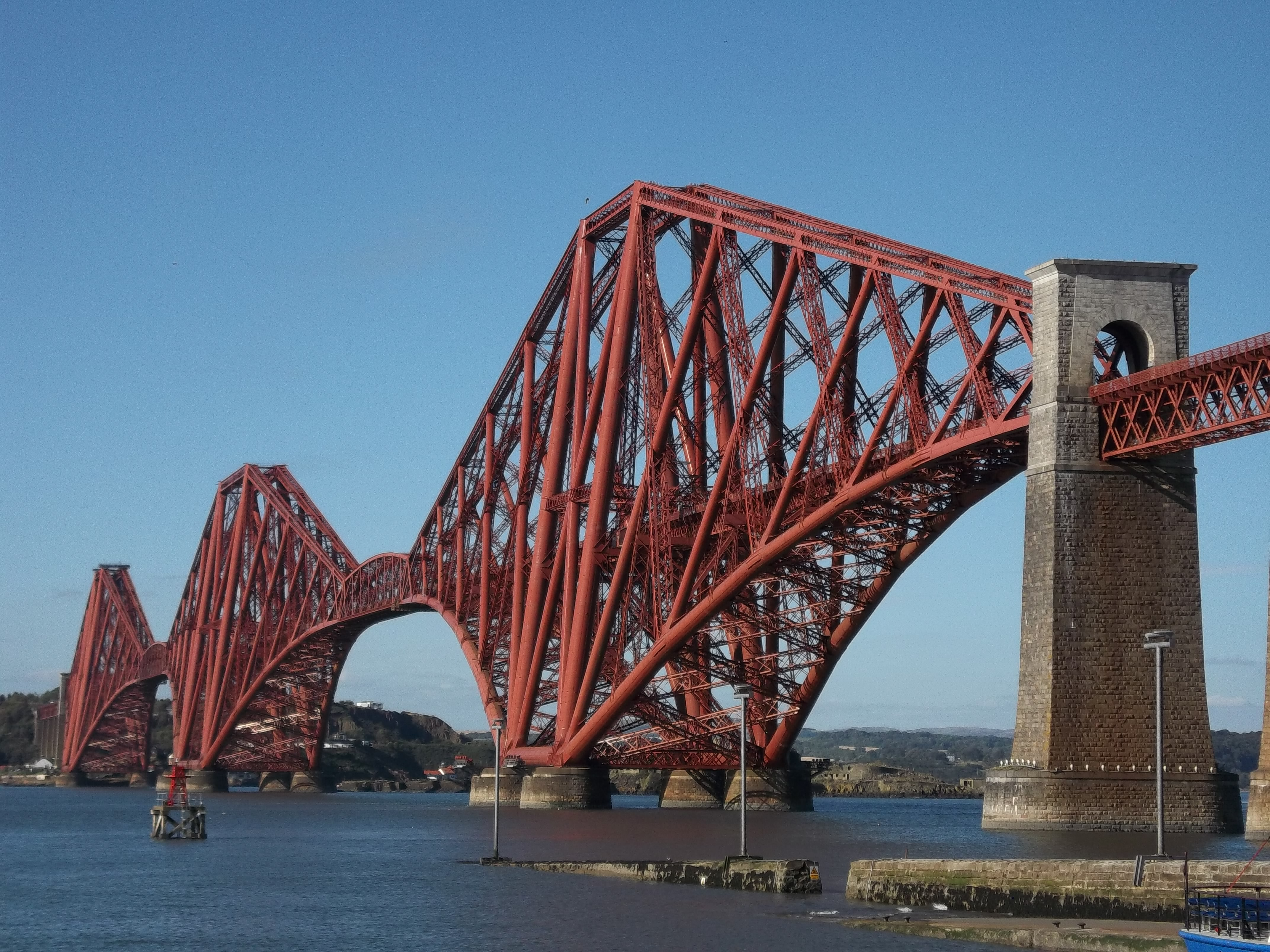
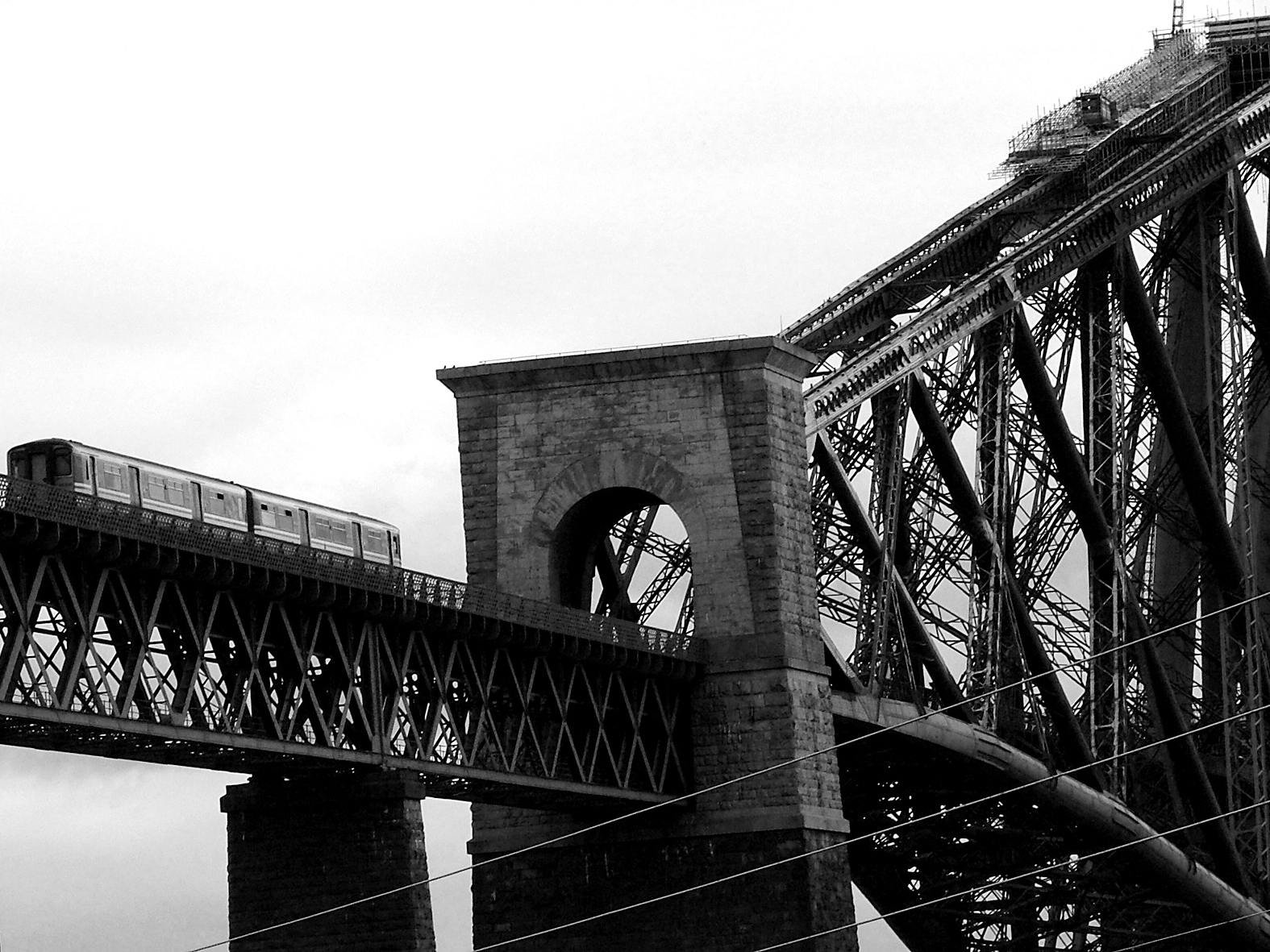
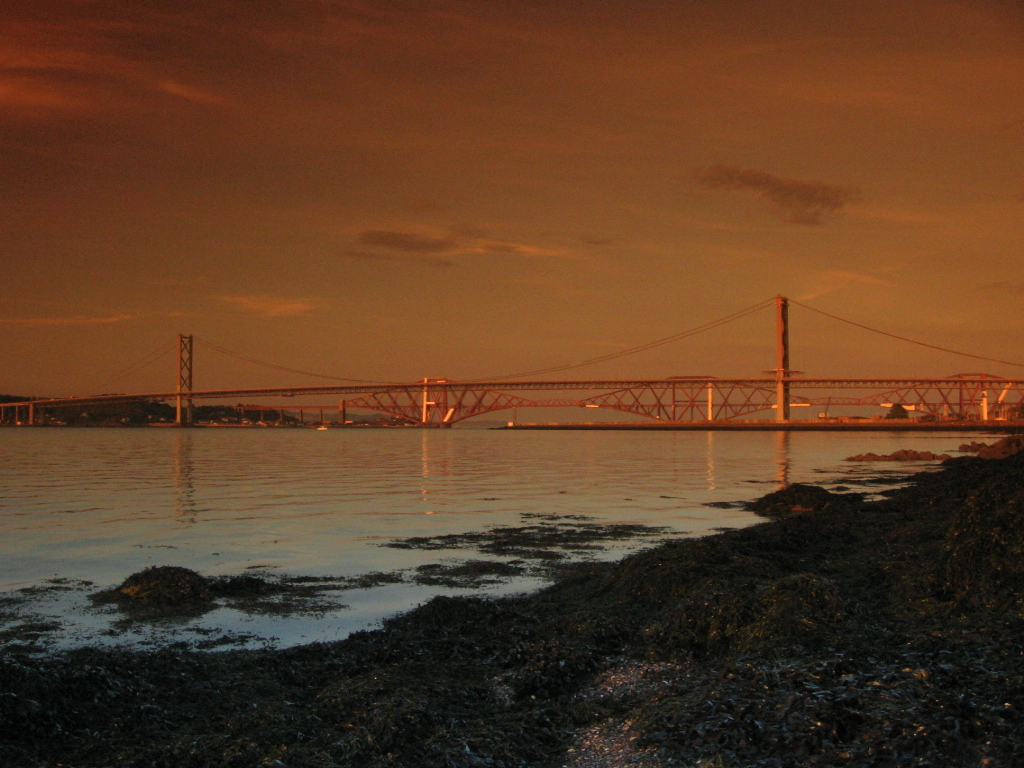
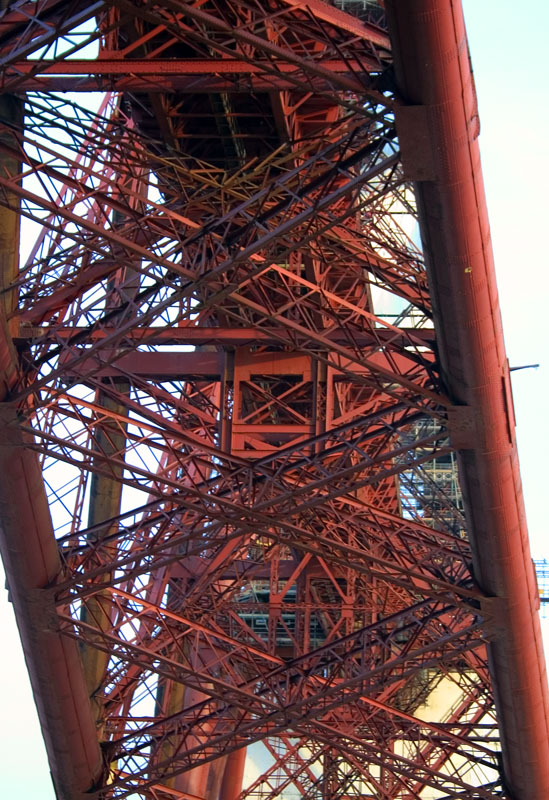
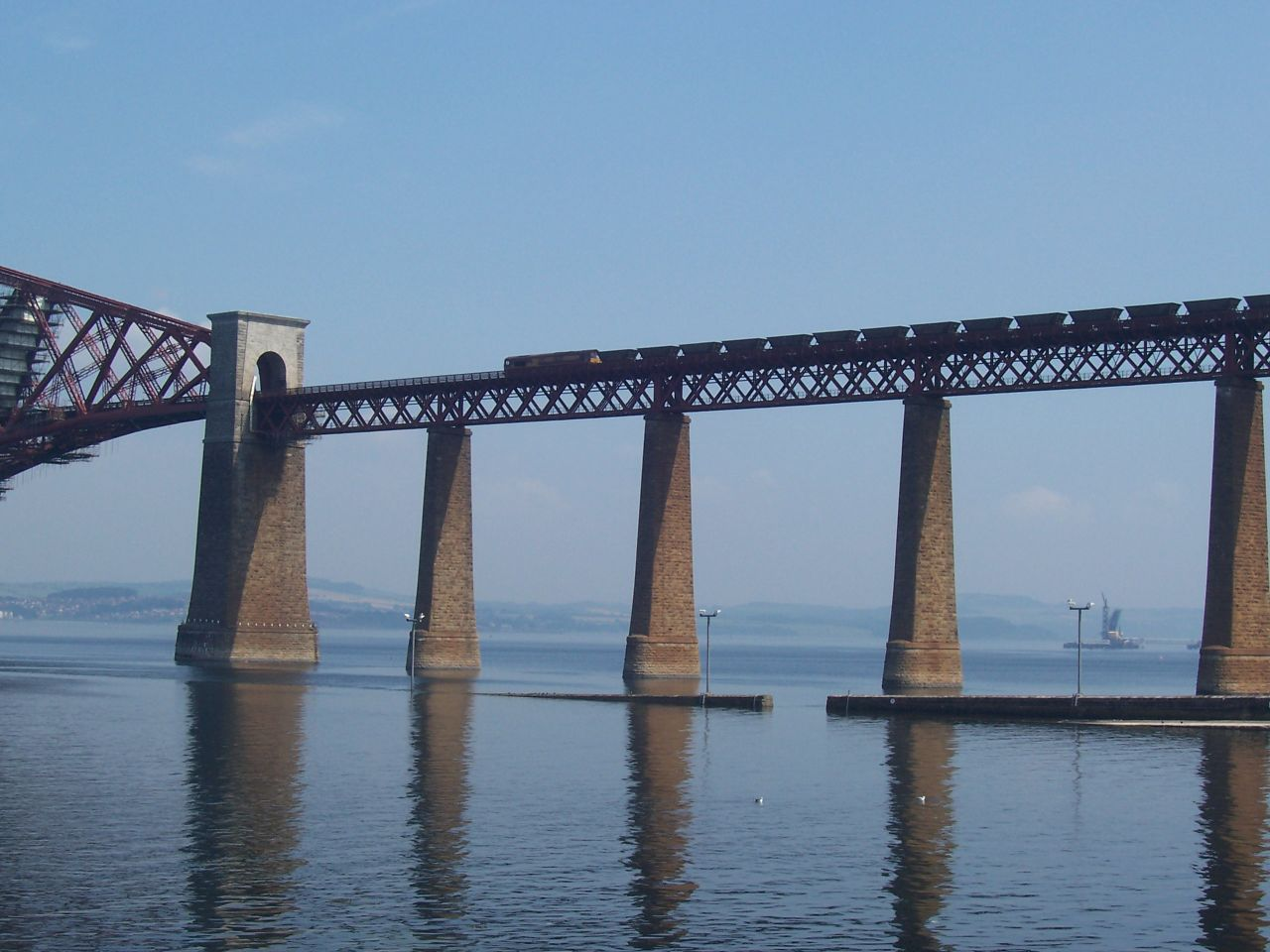
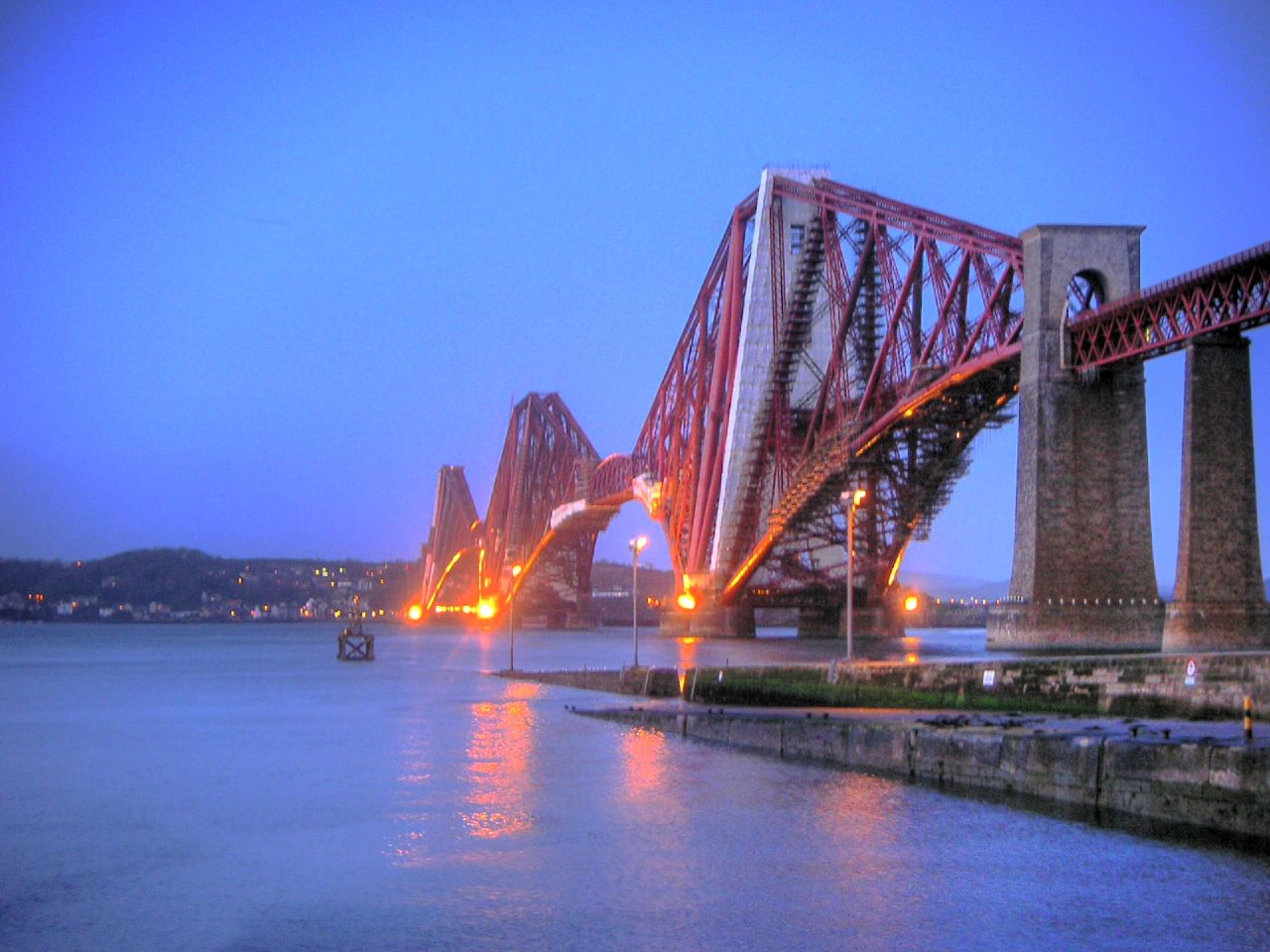
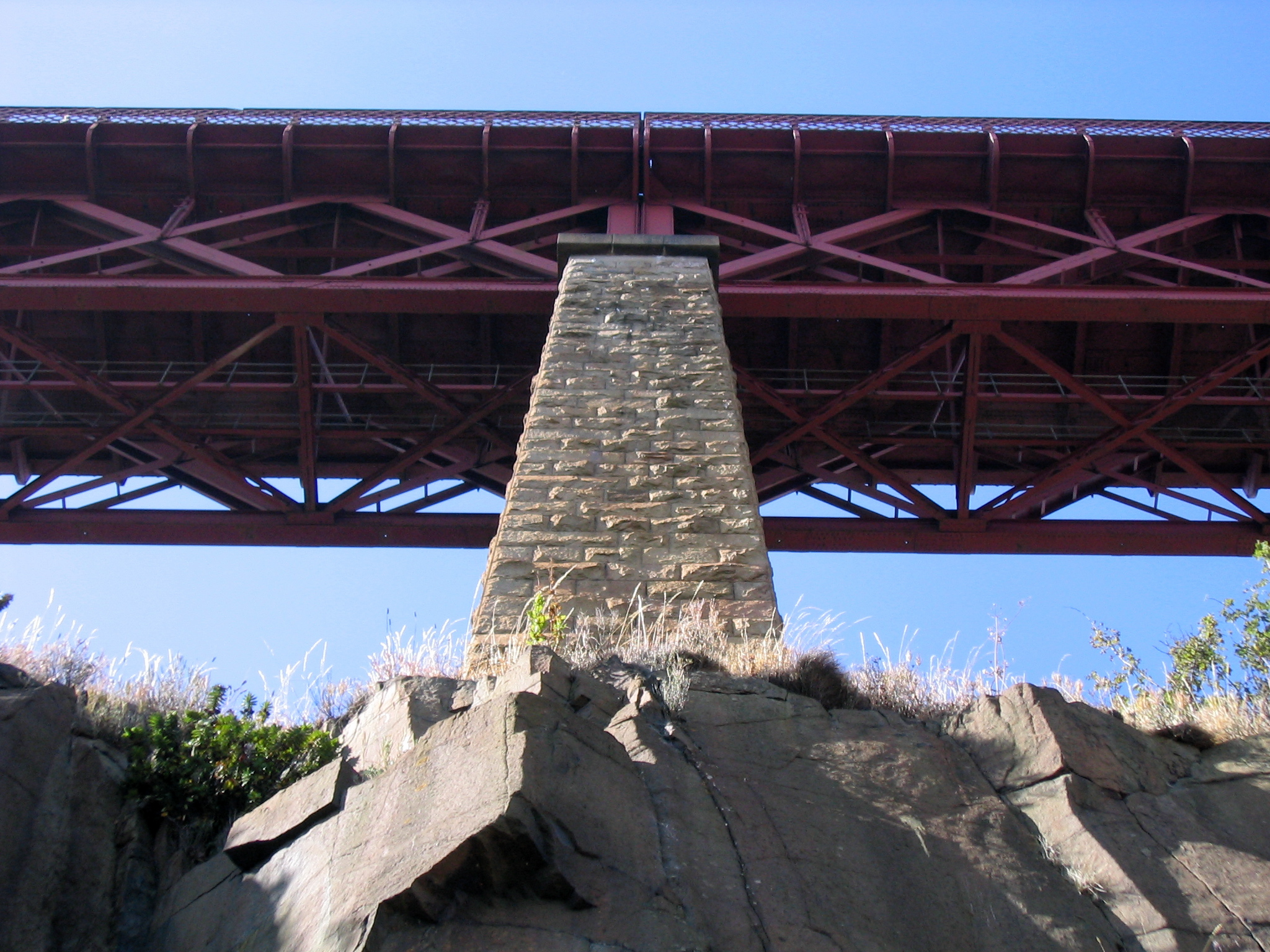
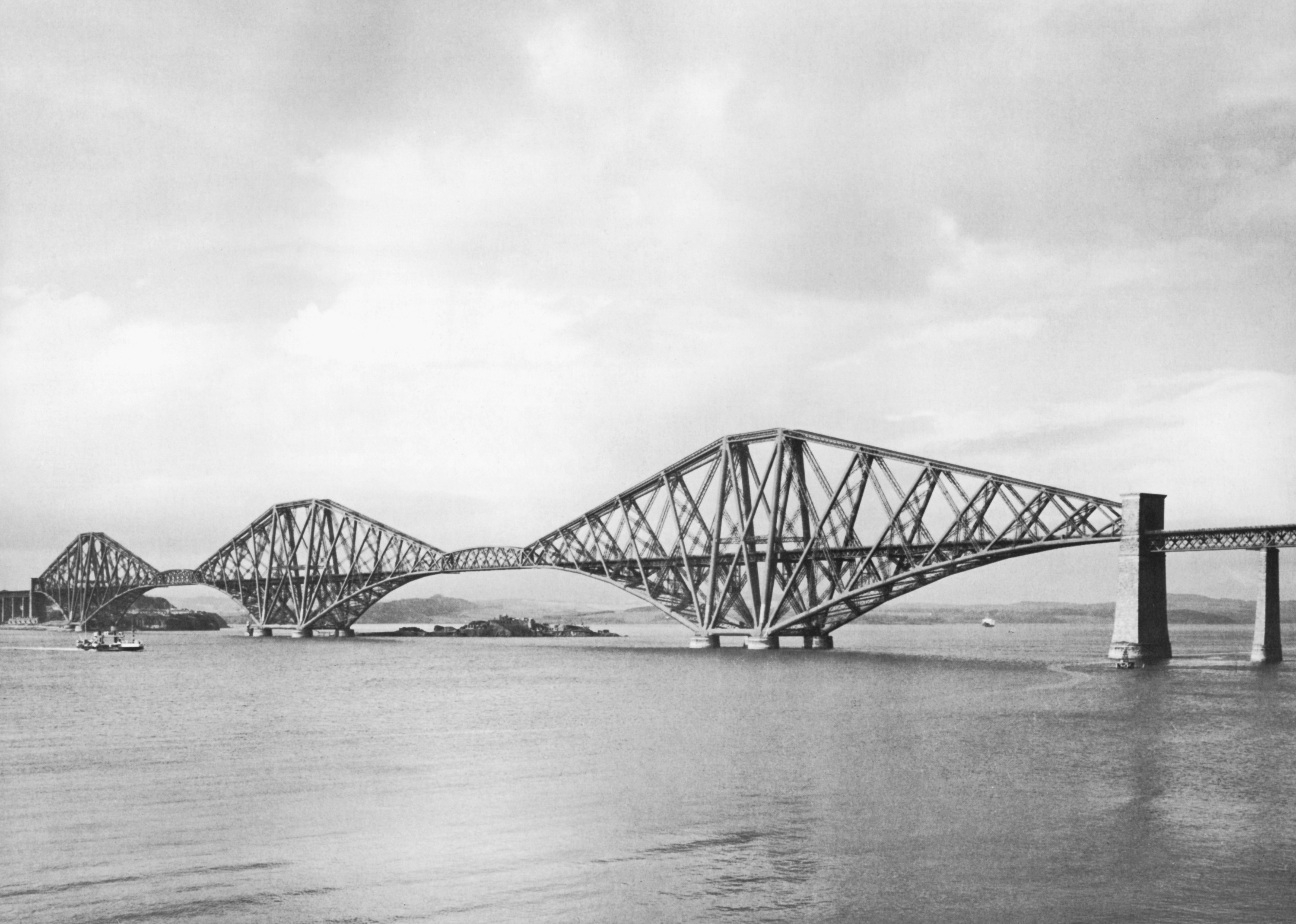
Cây cầu hoàn thành, năm 1890
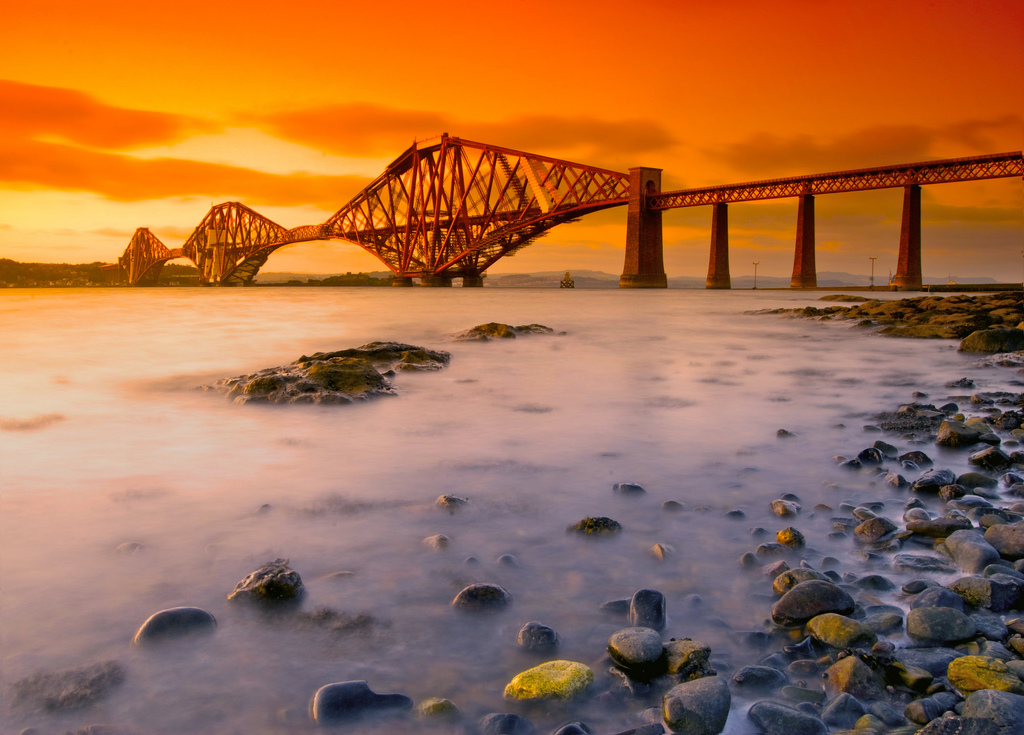
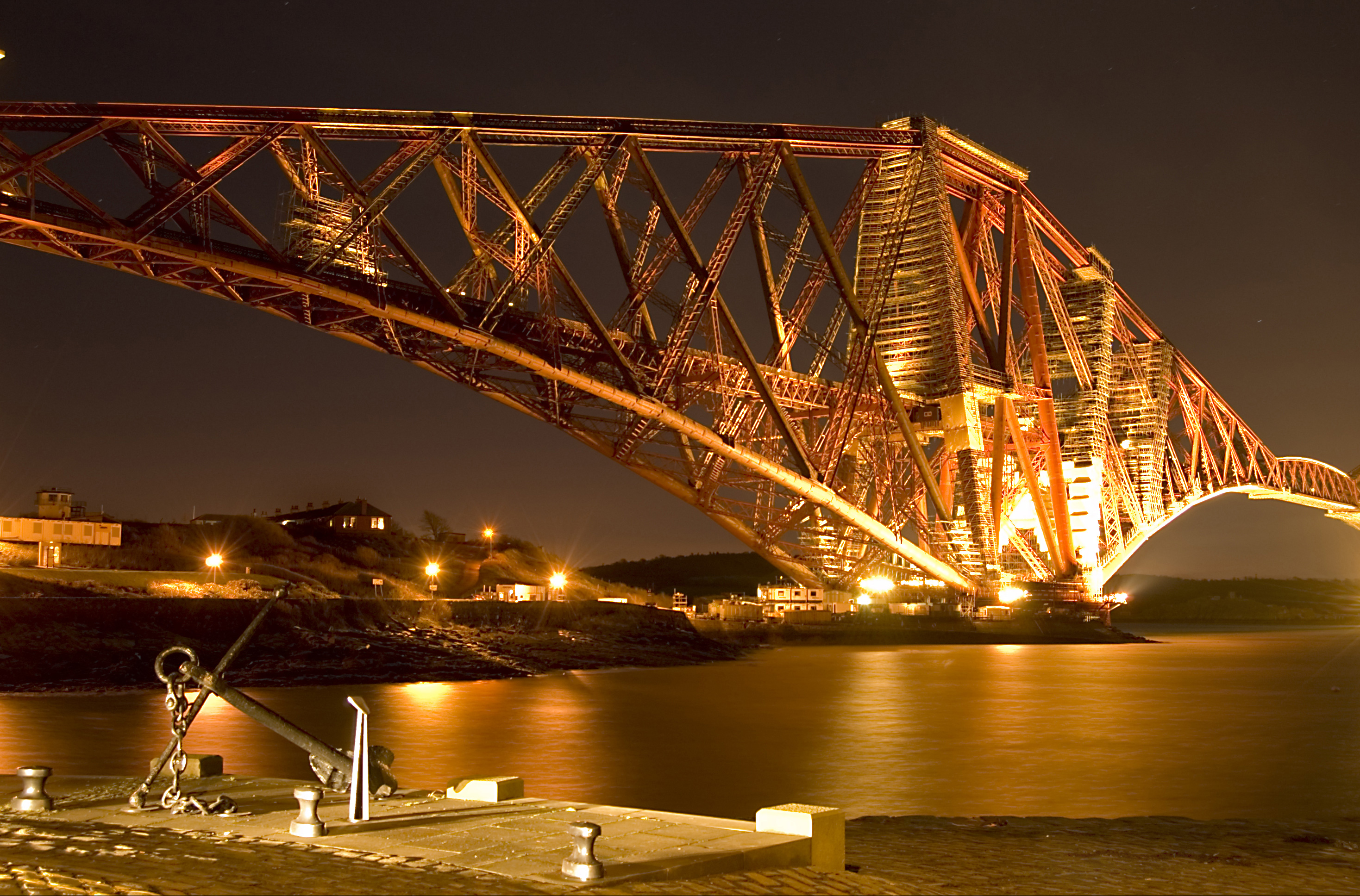
Cầu bắc qua pháo đài vào ban đêm